# Hymenodiscus submembranacea
Hymenodiscus submembranacea är en sjöstjärneart som först beskrevs av Doderlein 1927.  Hymenodiscus submembranacea ingår i släktet Hymenodiscus och familjen Brisingidae. Inga underarter finns listade i Catalogue of Life.